# 美杉あすか
美杉 あすか（みすぎ あすか、1989年4月17日 - ）は、日本の元AV女優。ミューズコミュニケーション所属。

## 略歴・人物
- 業界内の友人関係としては飯島くららや月野みちるなどといった所属事務所が違うが仕事を共にした人物も多く、プライベートで遊んだことがブログによく紹介されている。

- いろんな人と打ち解けやすい性格からか、仕事関係の飲み会で漫画家の藤沢とおると話す機会があり、後日、その縁から藤沢の作品であるGTOに美杉が出演する映像作品とともに実名で登場したというエピソードを持っている。[2]

- アイドルユニット「マシュマロ3D[3]」のメンバーとしてCDデビュー。グループは2014年4月30日卒業。

## 作品

### アダルトビデオ
2010年
- ネイキッドヒロイン11　Phase：11 ピュアムーン編（4月9日、GIGA)
- Smile! メルピュア!（4月9日、GIGA)…他共演：鈴木ありさ・桐原あずさ・瀬奈涼
- ヒロイン討伐Vol.49（5月14日、GIGA)…他共演：月野みちる
- あすかイキますっ! 美杉あすか（6月25日、Lovey)
- 僕らの日常5（7月7日、PURE)
- スクール水着VSブルマバトル（8月27日、アキバトル)…他共演：宮村恋
- ヒロインピンチALL MIX　美少女戦士オーロラハート編（9月24日、GIGA)…他共演：本宮しおり

2011年
- ウエディングキュア 衣装交換（9月23日、GIGA）共演：しずく、桐原あずさ
- 不死ヒロイン永久ドミネーション（11月11日、GIGA）共演：辻本りょう

## 出演

### 舞台
- 私立まるまる学園探偵部　みすてり!!（2010年4月2日-4日、銀座みゆき館劇場)

- アフリカ座VIVID COLOR vol.5「メティス〜Metis〜」（2012年9月8日-11日、TACCS1179）
- Pink Punk Pamper（2013年3月27日-3月3日、中野MOMO）[4]

### テレビ
2010年
- 美人雀士の脱衣マージャン生中継!リーチ1発!SEX1発!?　2010春（4月28日、パラダイステレビ）
- 美人雀士の脱衣マージャン生中継!リーチ1発!SEX1発!?　2010夏（7月22日、パラダイステレビ）

### 映画
- 不倫OL びんかん濡れ白書（2013年4月、オーピー映画）